# Premios Mundiales del Viaje
Los Premios Mundiales del Viaje (en inglés: World Travel Awards) fueron fundados en 1993. El certamen es realizado anualmente por un jurado de expertos en alojamientos y asociados, sobre todo del Consejo Mundial del Viaje y el Turismo (en inglés: World Travel and Tourism Council). Los premios se otorgan tanto a nivel mundial como en ocho niveles regionales internacionales, en una amplia gama de categorías que incluyen hoteles/alojamientos turísticos, atracciones turísticas y aerolíneas/transporte. Son denominados como los «Óscar de la industria del turismo».